# Бабеж
Бабе́ж — село в Шербакульском районе Омской области России. Административный центр Бабежского сельского поселения. Население 668 чел. (2010) .

## География
Расположено в 100 км юго-западнее Омска.

## История
Село основано в 1914 году. Здесь обосновались семьи переселенцев из Подмосковья и Западной Украины: братья Шатохины, Христосовы, Суховы, Рябчук, Тузовы, Федины, Семён Моисеев. В этот период Западная Сибирь активно заселялась в рамках Столыпинской аграрной реформы.
В 1929 году в Бабеже была основана сельхозартель «Труд Ленина». В 1930-х гг. в сельхозартель входил 61 двор, проживало 286 человек. Под посев было выделено 567 га, имелось 25 лошадей, 9 голов КРС, овец и коз — 24.
В 1935 году коллективное хозяйство в Бабеже возглавил Сергей Николаевич Кулик. Его работа началась со строительства животноводческих помещений, своими руками колхозники изготавливали телеги, зерновозки. В первый же год засеяли новый сорт пшеницы «Кубанка», которая дала небывалый урожай. В 1940 году колхоз уже занимал ведущее место в районе, он был представлен на ВДНХ. Перед Великой Отечественной войной хозяйство было награждено грузовой машиной ЗИС.
В годы Великой Отечественной войны 1941-45 гг. многие жители Бабежа ушли на фронт. Более 100 человек не вернулись. В селе чтят память фронтовиков, установлен памятник
К 1950 году колхоз стал «миллионером», руководил им по-прежнему С. Н. Кулик.
В период руководства председателя колхоза В. А. Лизаркина началось строительство коровников, жилых домов, объектов соцкультбыта, асфальтирование улиц.
В 2000-х годах коллективное хозяйство «Труд Ленина» прекратило существование.

## Население
| 2010 |
| ---- |
| 668  |

### Гендерный состав
По данным Всероссийской переписи населения 2010 года в гендерной структуре населения из 668 человек мужчин — 315, женщин — 353 (47,2 и 52,8 % соответственно).

### Национальный состав
Согласно результатам переписи 2002 года, в национальной структуре населения русские составляли 91 % от общей численности населения в 888 чел..

## Инфраструктура
Основа экономики — сельское хозяйство.
На площадях бывшего колхоза «Труд Ленина» на 14000 га пашни работают фермерские хозяйства. Животноводство развивается только в личных подсобных хозяйствах.
В селе есть мельница, пекарня, столярный цех, частные магазины, станция техобслуживания, кафе, спортивные площадки, средняя школа.

## Достопримечательности
Памятник участникам Великой Отечественной войны.

## Транспорт
Село доступно автотранспортом. Подходит автодорога регионального значения «Шербакуль — Бабеж» (идентификационный номер 52 ОП МЗ Н-592)

## Галерея

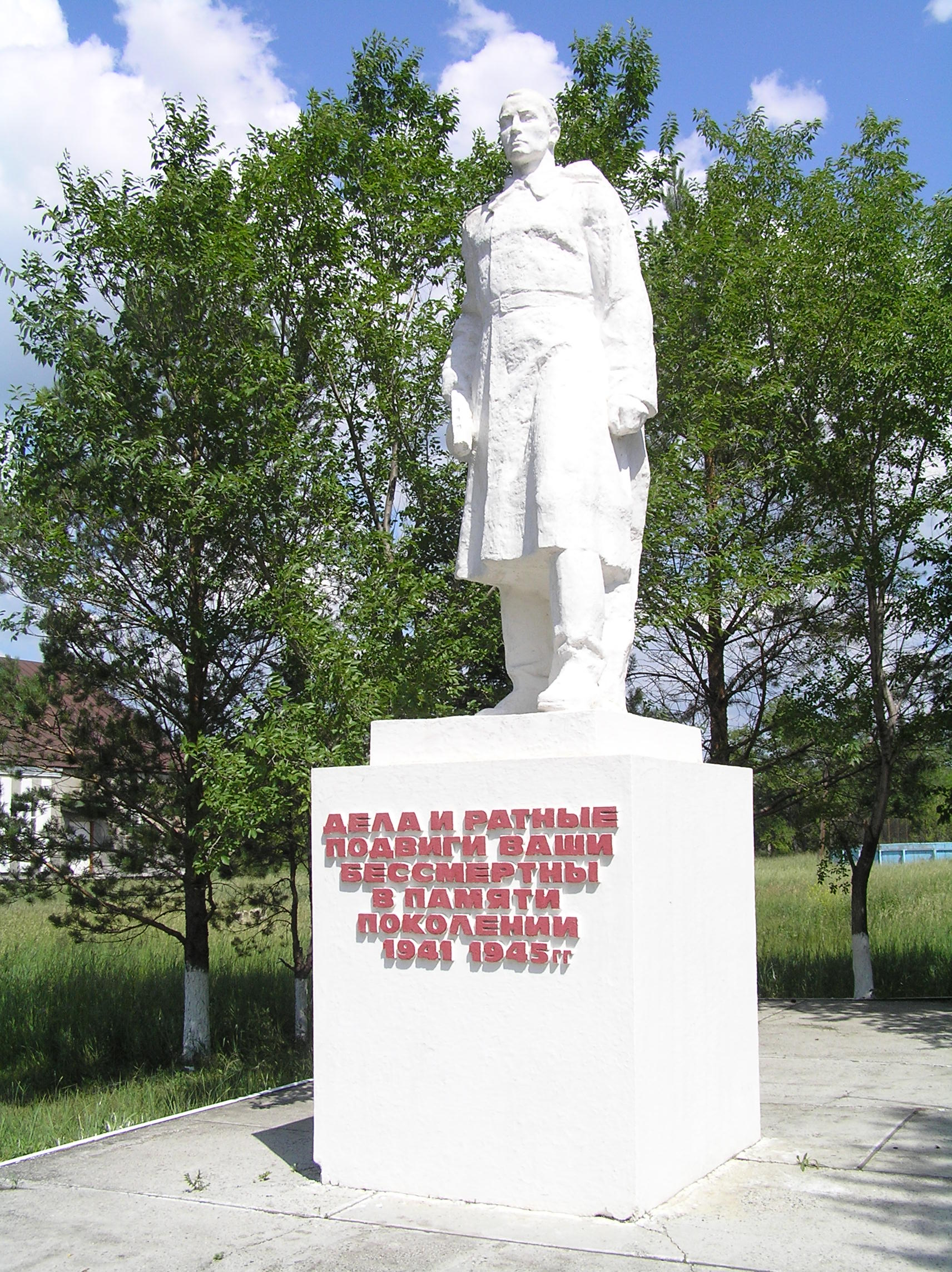
Памятник участникам Великой Отечественной войны
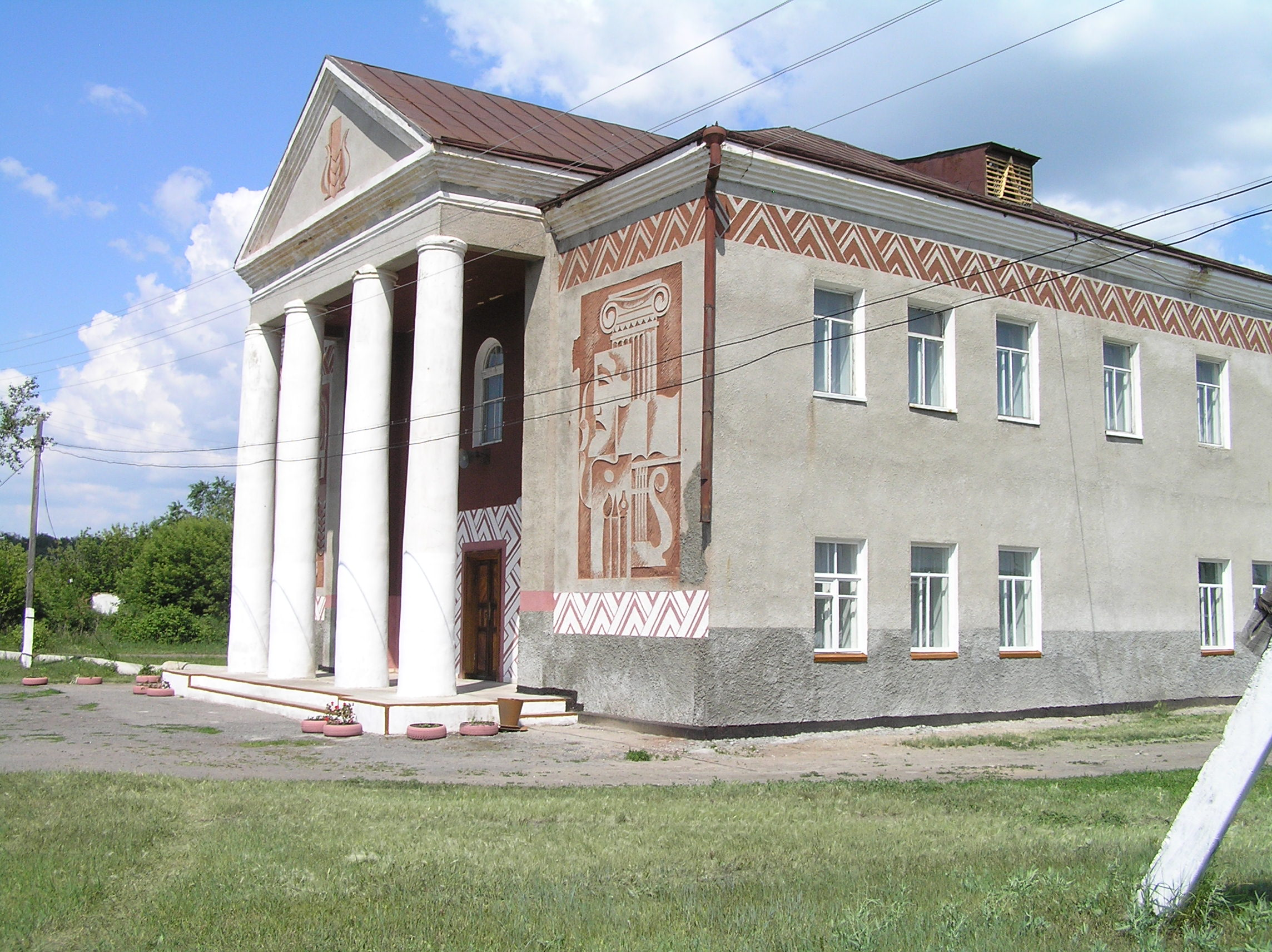
Бабеж. Дом культуры
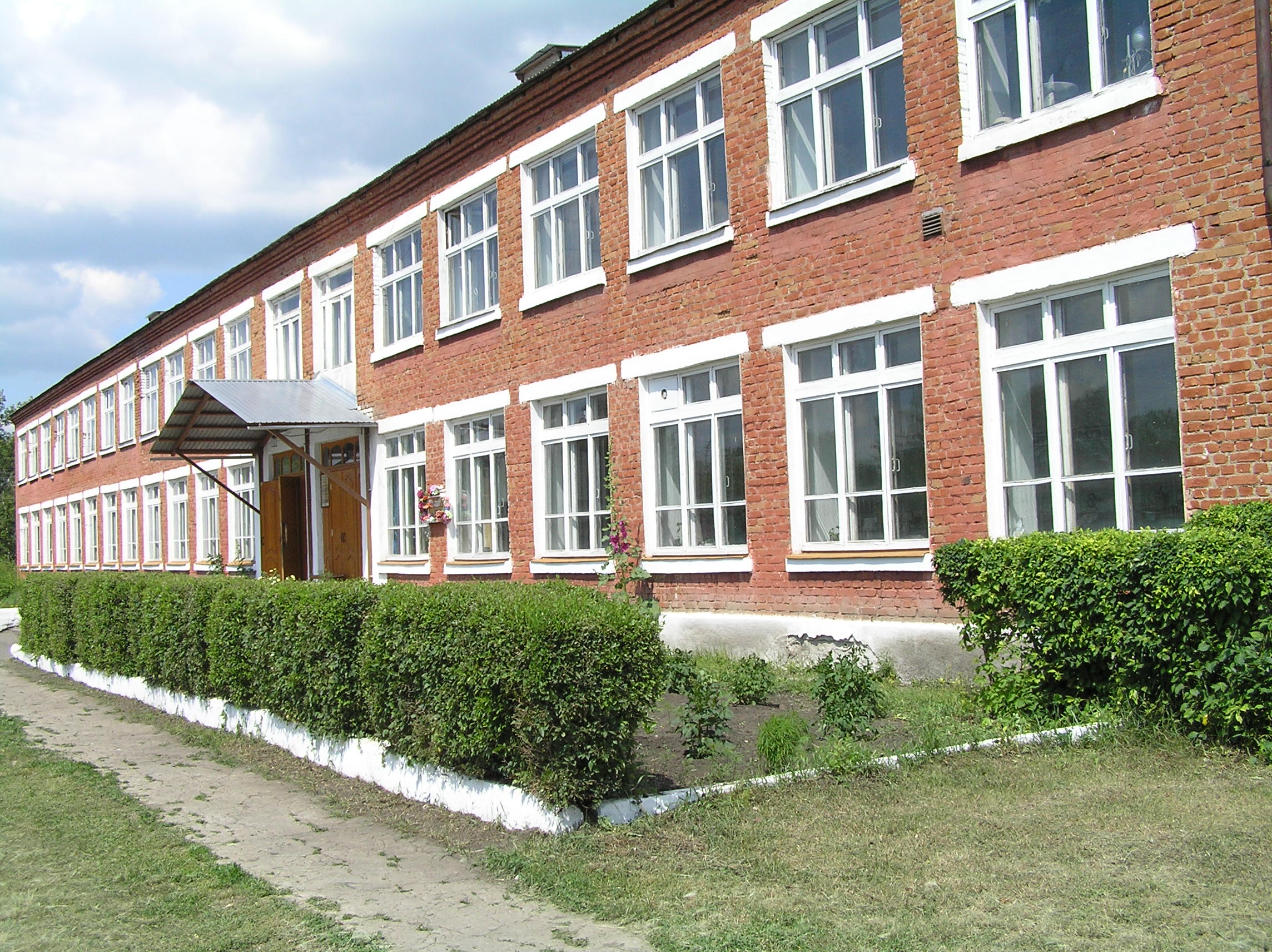
Бабежская средняя общеобразовательная школа